# Lynne Griffin

Lynne Griffin, 2011

Lynne Griffin (* 17. September 1952 in Toronto, Ontario) ist eine kanadische Schauspielerin und Synchronsprecherin. Sie ist seit 1970 als Schauspielerin tätig und vor allem in verschiedenen Fernsehproduktionen zu sehen.

## Filmografie (Auswahl)
- 1974: Jessy – Die Treppe in den Tod (Black Christmas)
- 1974: Polizeiarzt Simon Lark (Police Surgeon, Fernsehserie, 2 Folgen)
- 1980: Mr. Patman
- 1981: Der zweite Mann (The Amateur)
- 1983: Curtains – Wahn ohne Ende (Curtains)
- 1983: Zwei Superflaschen räumen auf (The Adventures of Bob & Doug McKenzie: Strange Brew)
- 1985: Zurück aus der Vergangenheit (The Heavenly Kid)
- 1986: Nachtstreife (Night Heat, Fernsehserie, 1 Folge)
- 1987: Die unbarmherzige Jagd (Hitting Home)
- 1991: Der große Blonde mit dem schwarzen Fuß (True Identity)
- 1997: Solange es noch Hoffnung gibt (...First Do No Harm)
- 1999: A Touch of Hope
- 1999: Der Sturm des Jahrhunderts (Stephen King’s Storm of the Century)
- 2001: Jewel
- 2003: Bug – Die Killerinsekten (Bugs)
- 2006: Santa Baby (Fernsehfilm)
- 2009: Santa Baby 2 (Santa Baby 2: Christmas Maybe, Fernsehfilm)
- 2010: Happy Town (Fernsehserie, 5 Folgen)
- 2013: Call Me Fitz (Fernsehserie, 1 Folge)
- 2014: Murdoch Mysteries  (Fernsehserie, 1 Folge)
- 2015: Odd Squad – Junge Agenten retten die Welt (Odd Squad, Fernsehserie, 1 Folge)
- 2022: Workin’ Moms (Fernsehserie, 1 Folge)
- 2023: Priscilla